# Querino Alfredo Flach
Querino Alfredo Flach (Poço das Antas, 16 de fevereiro de 1927 — Florianópolis, 9 de janeiro de 1997) foi um político brasileiro.
Foi deputado à Assembleia Legislativa de Santa Catarina na 4ª legislatura (1959 — 1963), pelo Partido de Representação Popular.

## Biografia
Filho de Reinaldo Nicolau Flach e de Luísa Flach. Casou com Imelda Flach, com quem teve filhos.
Querino atuou no comércio e foi professor na Universidade Federal de Santa Catarina (UFSC) e no atual Instituto Federal de Santa Catarina (IFSC).

Está sepultado no Cemitério Municipal do Itacorobi, em Florianópolis.